# Ocnogyna fusceipuncta
Ocnogyna fusceipuncta är en fjärilsart som beskrevs av Turati 1934. Ocnogyna fusceipuncta ingår i släktet Ocnogyna och familjen björnspinnare. Inga underarter finns listade i Catalogue of Life.